# Calle de Concepción Arenal
La calle de Concepción Arenal (antes calle del Horno de la Mata) en una vía urbana del distrito de Universidad (015) de Madrid que une la Gran Vía con la plaza de Santa María de Soledad Torres Acosta. Su nombre moderno rinde memoria a la escritora gallega Concepción Arenal, primera mujer universitaria de España, para quien se creó el cargo de visitadora de prisiones.

## Historia
Situada originalmente entre Jacometrezo y la Luna, figura con el nombre de calle del Horno de la Mata en el plano de Teixeira (1656) y el de plano de Espinosa (1769), y se conservan antecedentes de construcciones particulares desde 1797.
El origen de su primer nombre sigue dos relatos de la tradición popular; según uno, el pan que se hacía en los hornos de Villanueva, era insuficiente para la población, que consumía el traído por los panaderos del vecino pueblo de Vallecas. Para atajar el problema se consiguió que los monjes de San Martín cedieran sus eras para que pudiera prepararse el cereal de trigo que se hornearía en el nuevo horno panadero de Juan Mateo de la Mata. La otra versión del origen del nombre habla de un frondoso arbusto que había junto a las citadas eras conventuales, siendo así la mata vegetal y no apellido.

### Vecinos y edificios antiguos
En el número 7 de la antigua calle del Horno de la Mata estuvo temporalmente la Sociedad Fomento de las Artes, que había sido fundada en 1847 como centro de instrucción para las clases populares por iniciativa de Inocencio Riesco, con sede inicial en la calle de las Huertas número 6, y que en 1859 tomó dicho nombre de Fomento de las Artes, y que llegaría a ser uno de los más activos Centros republicanos de la segunda mitad del siglo xix; por fin, en el número 19 tuvo su primer redacción el periódico satírico El Padre Cobos.
En el número 9 vivió hacia 1845 la escritora romántica Gertrudis Gómez de Avellaneda.

## Travesía del Horno de la Mata

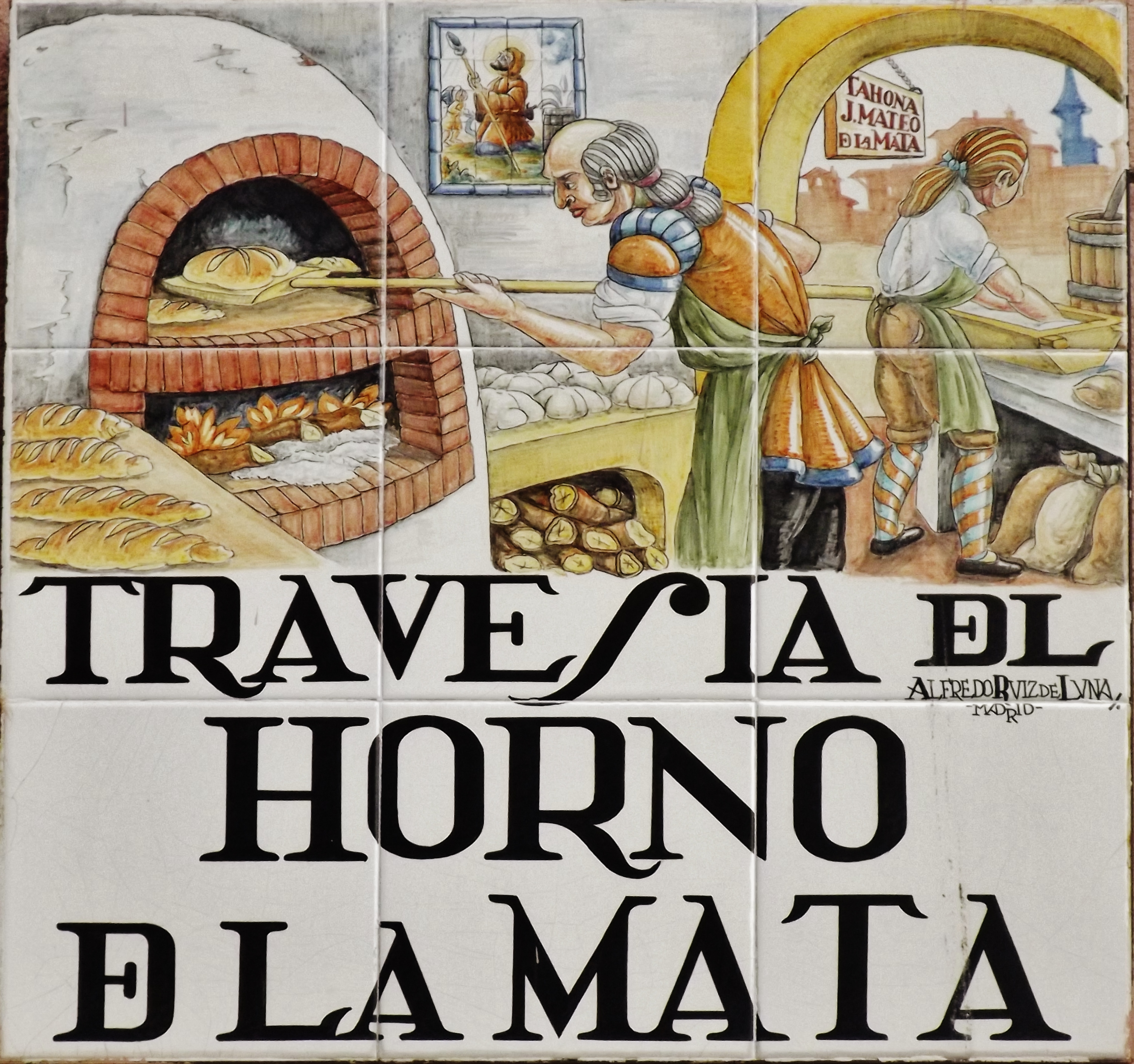
Placa de la Travesía, en el callejero de cerámica del viejo Madrid.

Como un estrecho, oscuro y bien ventilado apéndice de esta calle se ha conservado la Travesía del mismo nombre, que partiendo de Concepción Arenal llega hasta la calle de Mesonero Romanos. Dicha travesía, sin embargo, aparece como calle del Viento en el plano de Espinosa y, aunque marcado su trazado en el de Teixeira no figura nombre. En ella compartieron estudio el pintor Juan Esplandiú, el cartelista Carlos Sáenz de Tejada y otros artistas del primer tercio del siglo xx. al parecer, también estuvo aquí situada una pensión en la que un joven Jacinto Guerrero imaginó compases musicales para fantasías que luego se convertirían en zarzuelas como Los gavilanes o La rosa del azafrán.
En este entorno callejero situó Pío Baroja la tahona del protagonista de La Busca, Manuel, trabajando para un hornero alemán, alcohólico y sentimental.